# Нехси
Нехси — вельможа и чиновник при дворе древнеегипетской женщины-фараона Хатшепсут (XVIII династия Нового царства), правившей ок. 1479—1458 годов до н. э. Судя по всему, он был нубийского происхождения — слово «nehsi» (nHs.j) означает «нубиец», «темнокожий». Нехси занимал ряд важных официальных должностей, таких как носитель королевской печати и главный казначей.
Он изображён на «Рельефах Пунта» из храма Хатшепсут в Дейр-эль-Бахри, где он указывается как ответственный за отправку знаменитой экспедиции царицы в страну Пунт (известную египтянам как Та-Нечер — «Земля Бога» и располагаемой современными авторами в области Африканского Рога). Некоторые исследователи интерпретирует это как то, что он руководил экспедицией от начала до конца, а следовательно, был одним из самых ранних известных нам поимённо исследователей Африки.
Экспедиционный корпус состоял из пяти крупных кораблей на 210 человек экипажа, включая моряков и 30 гребцов. Среди них были люди, делавшие записи о флоре, фауне и жителях Пунта — их впоследствии назвали своеобразными предшественниками наполеоновских учёных из египетской экспедиции, написавших свои «Описания Египта».
Нехси был похоронен в Саккаре, где у него была гробница, высеченная в скале.